# (4657) Lopez

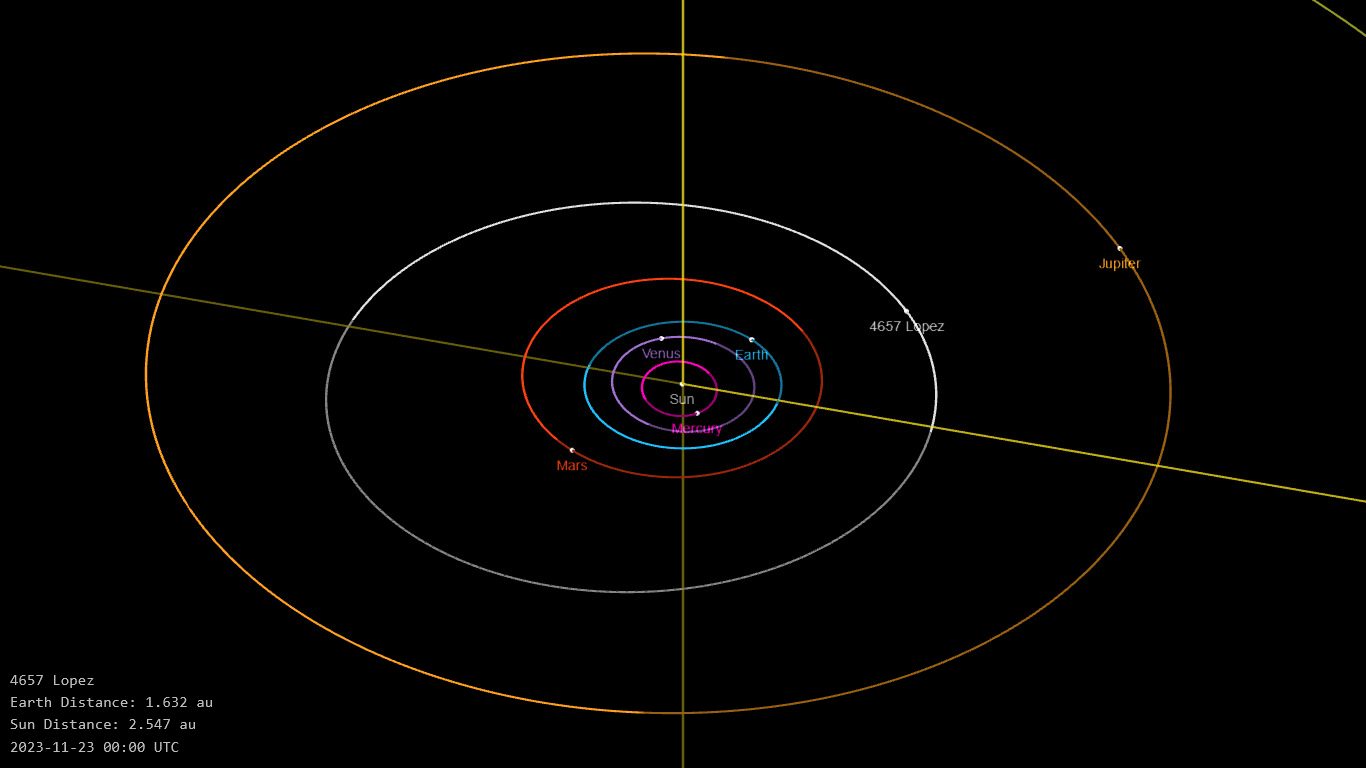
Orbite de (4657) Lopez.

(4657) Lopez est un astéroïde de la ceinture principale.

## Description
(4657) Lopez est un astéroïde de la ceinture principale. Il fut découvert le 22 septembre 1979 à Naoutchnyï par Nikolaï Tchernykh. Il présente une orbite caractérisée par un demi-grand axe de 3,10 UA, une excentricité de 0,18 et une inclinaison de 0,3° par rapport à l'écliptique.